# Sergio Bambaren
Sergio Bambarén Roggero (Lima, 1 december 1960) is een Peruviaans schrijver van spirituele verhalen over het leven in en rond de oceaan. Zijn bekendste werk is De droom van de dolfijn, waarvan wereldwijd meer dan 5 miljoen exemplaren zijn verkocht.

## Biografie
Bambaren studeerde petrochemie, maar gaf zijn baan als bestuursvoorzitter bij een Australisch oliebedrijf op om meer tijd te hebben voor duiken en surfen. In de Atlantische Oceaan bij Portugal ontmoet hij in 1990 tijdens het surfen een dolfijn die enkele dagen met hem mee surft en hem inspireert tot zijn beroemdste boek De droom van de dolfijn
Een vriendin stuurde buiten zijn medeweten om het verhaal naar de uitgever Hay House, waar het direct werd aangenomen. Toen Bambaren hoorde dat zijn verhaal aangepast moest worden om zo een bredere doelgroep aan te spreken, trok hij zich terug en bracht het in eigen beheer uit en verspreidde 2000 exemplaren onder Australische spirituele boekhandels. Binnen een jaar waren er 200.000 verkocht en werd het vervolgens in meer dan 25 talen vertaald. Inmiddels zijn er elf boeken van zijn hand verschenen, waarvan een deel in het Nederlands vertaald is.
De opbrengsten van zijn boeken doneert Bambaren aan Blue World, een milieuorganisatie die zich inzet voor het behoud van de oceanen.

## De droom van de dolfijn
De fabel De droom van de dolfijn verscheen in 1994, en wordt vaak vergeleken met Jonathan Livingston Zeemeeuw van Richard Bach en De kleine prins van Antoine de Saint-Exupéry.
Hoofdpersoon is Daniel Alexander Dolfijn, een volwassen dolfijn die in tegenstelling tot de andere dolfijnen zijn dromen nooit vergeten is. In plaats van zijn leven enkel en alleen vissend door te brengen, wil hij in de branding met de golven mee surfen en zijn krachten meten met die van de oceaan. Hij besluit om de stem van de zee te volgen, de groep te verlaten en op zoek te gaan naar de perfecte golf. Onderweg maakt hij kennis met andere zeedieren en mensen en leert niet alleen over de oceaan, maar vooral over zichzelf.